# Михаило Шкондрић
Михаило Шкондрић (Будељ Горњи, код Кључа, 5. децембар 1907 – Београд, 6. јануар 1980) био је учесник Народноослободилачке борбе и пуковник ЈНА.
Након окупације Југославије, 1941. заједно са братом Петром учествовао је у организовању устанка у Подгрмечу. У чланство КП Југославије примљен је новембра 1941. године. Током рата био је већник ЗАВНОБиХ и АВНОЈ. После рата је наставио војну каријеру у Југословенској народној армији, где је пензионисан у чину пуковника. Сахрањен је у Алеји заслужних грађана у Београду.

## Биографија
Рођен 5. децембра 1907. у Горњем Будељу, код Кључа. Потицао је из многочлане земљорадничке породице Симе и Јоке Шкондрић, који су имало седморо деце — петорицу синова и две ћерке. Како је заједно са мајком и дедом Лазаром, за време Првог светског рата, од аустроугарских власти био интерниран у логор у Араду, у Банату, основну школу је завршио ванредно након рата.
Веома рано, још као дечак, почео је да ради као шумски радник на експлоатацији дрвне грађе у Грмечу. Упоред је учио и приватно завршио грађанску школу. Током служења војног рока у Југословенској војсци у Славонском Броду и Београду, постао је резервни наредник. Након војске, запослио се у Мијачици у шумској железници, а 1932. је прешао у Југословенске државне железнице и службовао у Срнетици, Јајцу, Приједору и Санском Мосту. Касније је унапређен у возовођу, па у саобраћајног контролора. Био је члан Синдиката железничких радника и службеника, где се још пре рата повезао са комунистима.
Након окупације Југославије, 1941. наставио је да ради на железници. Када је 27. јула 1941. почео устанак у Дрвару, налазио се на дужности возовође у Срнетици. Истог дана ухапсиле су га усташе, али је заједно са Јанком Мрђом, успео да побегне и 29. јула дође у Бравско, где се прикључио устаничкој групи, коју је предводио његов млађи брат Петар Шкондрић, који је био активни наредник Југословенске војске. У овој групи налазила су се још тројица њихове браће — Душан, Миле и Мирко. Са устаничком групом, учествовао је 6. августа 1941. у борби на Међеђем Брду. Потом је по задатку ишао у Лушци Паланку, где се повезао са Ђурином Предојевићем, командантом тамошењ устаничке групе и договорио сарадњу са њима.
Када је половином августа 1941. формиран Јелашиновачки герилски одред његов брат Петар постао је командант одреда, а он је постао један од чланова Штаба одреда. Овај одред је крајем септембра 1941. преименован у Јелашиновачки партизански одред. Поред учешћа у оружаним акцијама, обављао је и разне друге задатке. Након погибије његовог брата, почетком октобра 1941. за команданта одреда постављен је најпре Петар Бијелић, резервни потпоручник, али након његовог сукоба са члановима Штаба, на захтев бораца именован је Михаило.
После реорганизације партизанских одреда у Босанској крајини, крајем октобра 1941. Јелашиновачки партизански одред постао је Саничка партизанска чета, која је укључена у састав Првог крајишког партизанског одреда. Командира ове чете био је Драгија Милашновић, а након његовог рањавања за командира је постављен Михаило. Заједно с политичким комесаром чете Пером Морачом уложио је велики труд на борбеном учвршћивању водова и чете у целини, због чега је новембра 1941.  примљен у чланство Комунистичке партије Југославије (КПЈ). Након тога, више се укључио у партијско-политички рад, не само у чети већ и у ослобођеним селима. Ангажовао се на организовању Народноослободилачких одбора (НОО), помагао у њиховом раду, присуствовао њиховим састанцима и др.
Крајем јануара 1942. постављен је на дужност команданта Санског
батаљона, односно Првог батаљона Петар Шкундрић Првог крајишког одреда. У даноноћним борбама са непријатљем, батаљон је стално растао, па је почетком марта 1942. имао пет чета, које су развиле значајну активност. Као политички радник, учествовао је у војно-политичком учвршћивању чета, као и успостављању веза са антифашистички расположеним људима на окупираној територији. Неколико пута се састајао са Хасаном Кикићем, тада домобранским поручником, командиром сатније и од њега добијао сандуке муниције, санитетски материјал и друго. Када је запретила опасност да Кикић приликом бекства буде ухваћен, помогао је да не падне у руке усташама. Био је пријатељ књижевника Скендера Куленовића, кога је ангажовао у политичком и културном раду његове јединице.
Командовао је батаљоном у нападу на непријатељски гарнизон у Приједору, у ноћи 15/16. маја 1942. године. Том приликом успео је да са батаљоном одбије нападе усташа, које су покушавале да продру у град и повежу се са тамошњим гаринизоном, који је био у окружењу. Истовремено су борци његовог батаљона извели јуриш преко моста и овладали непријатељским упориштима на десној обали Сане у граду и тако успешно садејствовали с осталим јединицама у ослобађању Приједора. У току борби батаљон је запленио и две хаубице и доста друге ратне опреме. Потом је учествовао у нападу на непријатељско упориште у Санском Мосту, 27. јуна 1942. и изводи веома успелу акцију у ослобађању Санске долине, 30/31. јула 1942. године.
Октобра 1942. Шкондрић постављен је на дужност команданта Команде подгрмечког подручја. Одмах по преузимању дужности заложио се да све партизанске болнице на овом подручју добију што боље услове за рад, а потом је радио на обезбеђивању резерви хране за партизанске јединице. Након ослобођења Бихаћа, новембра 1942. имао је низ задатака у припремама услова за несметан рад Првог заседања АВНОЈ-а, па је као један од домаћина присуствовао том скупу. Када су крајем јануара 1943, на почетку Четврте непријатељске офанзиве, окупаторско-квислиншке јединице изненадно продрле у центар слободне Бихаћке републике, организовао је јединицу од стражара Команде подручја и осталих наоружаних бораца и са њом пружио отпор непријатељу. Након офанзиве, оргнизовао је 6. марта 1943. саветовање представника среских и општинских Народноослободилачких одбора и команди места с подручја Подгрмеча, с циљем да се упозна са стањем на Подгрмечу и преузимању мера за сређивање ситуације и обнављање органа власти. Маја 1943. постављен је на дужност заменика команданта Подгрмечког партизанског одреда, а у јесен исте године је унапређен у чин мајора НОВЈ, заједно са Миланчетом Миљевићем, командантом одреда. Од 1944. па до завршетка рата налазио се на дужности шефа Саобраћајног одсека Војне области Петог босанског корпуса. На овој дужности организовао је обнову путничког и железничког саобраћаја у Босанској крајини и омогућио да упоредо са завршавањем рата буду обновљене пруге и путеви и ораганизован промет на њима.
Септембра 1943. на Обласној изборној конференцији у Мркоњић Граду, када је вршен допунски избор већника Антифашистичког већа народног ослобођења Југославије (АВНОЈ), изабран је за већника 
за сански срез уместо умрлог већника Николе Срдића. Новембра исте године изабран је и за већника Земаљског антифашистичког већа народног ослобођења Босне и Херцеговине (ЗАВНОБиХ) за сански срез. Учествовао је најпре у раду Првог заседања ЗАВНОБиХ-а, 25/26. новембра 1943. у Мркоњић Граду, а потом на Другом заедању АВНОЈ-а у Јајцу, 29/30. новембра 1943. године. Учествовао је и у раду Другог заседања ЗАВНОБиХ-а у Санском Мосту, 30. јуна и 1—2. јула 1944. и Трећег заседања ЗАВНОБиХ-а у Сарајеву, 26—28. априла 1945. и Трећег заседања АВНОЈ-а у Београду, августа 1945. године.
Након ослобођења Југославије, 1945. наставио је војну каријеру у Југословенској народној армији (ЈНА). Обављао је разне дужности у Генералштабу ЈНА. Пензионисан је у чину пуковника. После пензионисања био је члан Савета Републике СР Босне и Херцеговне.
Умро је 6. јануара 1980. у Београду. Сахрањен је у Алеји заслужних грађана на Новом гробљу у Београду.
Носилац је Партизанске споменице 1941. и других југословенских одликовања, међу којима су — Орден републике са златним венцем, Орден братства и јединства првог реда, Орден заслуга за народ другог реда, Орден братства и јединства другог реда, Орден за храброст, Орден партизанске звезде трећег рада (два пута) и др.
У Народноослободилачкој борби учествовала је читава његова породица – отац Симо и четворица браће Душан, Петар, Миле и Мирко. Током рата у борби против усташа погинули су — Душан (1907–1942) и Петар Шкондрић (1913–1941), који је након рата проглашен за народног хероја. Његов брат Мирко Шкондрић (1924–1960) такође је био пуковник ЈНА.